# Distretti del Paraguay
I distretti del Paraguay (in spagnolo: distritos, singolare distrito) costituiscono la suddivisione territoriale di secondo livello del Paese, dopo i dipartimenti, e al 2013 sono in tutto 249. Il loro numero è stato gradualmente aumentato negli anni; nel 1982 erano 190.
A ogni distretto corrisponde una municipalità (municipalidad o municipio), governata da un intendente (intendente) e da una giunta municipale (junta municipal). Un distretto consiste generalmente in un'area urbana e un'area rurale: l'area urbana è la città che funge da capoluogo del distretto e da sede municipale e, se abbastanza estesa, è per regola suddivisa in quartieri (barrios); l'area rurale è il territorio esteso e poco densamente popolato che la circonda, dove le frazioni abitate prendono il nome di localidades, compañías o colonias.
La superficie dei distretti è molto variabile, passando dai 4 km² di Nanawa agli 89472 km² di Mariscal José Félix Estigarribia.

## Lista
I seguenti dati si riferiscono al censimento nazionale del 2002, quando i distretti erano 224.
Il distretto di Asunción, corrispondente alla capitale del paese, è autonomo e non fa parte di alcun dipartimento.
Dipartimento dell'Alto Paraná
| Distretto                   | Popolazione (2002) |
| --------------------------- | ------------------ |
| Ciudad del Este             | 222 274            |
| Domingo Martínez de Irala   | 6 734              |
| Doctor Juan León Mallorquín | 16 243             |
| Hernandarias                | 63 248             |
| Iruña                       | 4 710              |
| Itakyry                     | 23 765             |
| Juan Emilio O'Leary         | 16 367             |
| Los Cedrales                | 9 003              |
| Mbaracayú                   | 8 337              |
| Minga Guazú                 | 48 006             |
| Minga Porá                  | 11 180             |
| Ñacunday                    | 8 403              |
| Naranjal                    | 11 921             |
| Presidente Franco           | 52 826             |
| San Alberto                 | 11 523             |
| San Cristóbal               | 7 670              |
| Santa Rosa del Monday       | 11 287             |
| Santa Rita                  | 16 427             |
| Yguazú                      | 8 748              |

Dipartimento dell'Alto Paraguay
| Distretto                       | Popolazione (2002) |
| ------------------------------- | ------------------ |
| Fuerte Olimpo                   | 5 029              |
| Puerto Casado (già La Victoria) | 6 558              |

Dipartimento di Amambay
| Distretto            | Popolazione (2002) |
| -------------------- | ------------------ |
| Bella Vista          | 9 611              |
| Capitán Bado         | 17 117             |
| Pedro Juan Caballero | 88 189             |

Dipartimento Central
| Distretto               | Popolazione (2002) |
| ----------------------- | ------------------ |
| Areguá                  | 44 566             |
| Capiatá                 | 154 274            |
| Fernando de la Mora     | 113 560            |
| Guarambaré              | 16 687             |
| Itauguá                 | 60 601             |
| Itá                     | 50 391             |
| Julián Augusto Saldívar | 37 374             |
| Lambaré                 | 119 795            |
| Limpio                  | 73 158             |
| Luque                   | 185 127            |
| Mariano Roque Alonso    | 65 229             |
| Ñemby                   | 71 909             |
| Nueva Italia            | 8 525              |
| San Antonio             | 37 795             |
| San Lorenzo             | 204 356            |
| Villa Elisa             | 53 166             |
| Villeta                 | 22 429             |
| Ypacaraí                | 18 530             |
| Ypané                   | 25 421             |

Dipartimento di Caaguazú
| Distretto                       | Popolazione (2002) |
| ------------------------------- | ------------------ |
| Caaguazú                        | 98 136             |
| Coronel Oviedo                  | 84 103             |
| Carayaó                         | 13 234             |
| Doctor Cecilio Báez             | 6 173              |
| Doctor J. Eulogio Estigarribia  | 24 634             |
| Doctor Juan Manuel Frutos       | 19 128             |
| José Domingo Ocampos            | 9 198              |
| La Pastora                      | 4 440              |
| Mariscal Francisco Solano López | 7 330              |
| Nueva Londres                   | 4 110              |
| Repatriación                    | 29 503             |
| Raúl Arsenio Oviedo             | 27 734             |
| San José de los Arroyos         | 15 299             |
| Simón Bolívar                   | 4 938              |
| San Joaquín                     | 14 930             |
| Santa Rosa del Mbutuy           | 10 989             |
| R. I. Tres Corrales             | 7 666              |
| Tres de Febrero                 | 8 818              |
| Vaquería                        | 10 257             |
| Yhú                             | 34 737             |

Dipartimento di Concepción
| Distretto  | Popolazione (2002) |
| ---------- | ------------------ |
| Belen      | 9 112              |
| Concepción | 73 210             |
| Horqueta   | 52 573             |
| Loreto     | 15 731             |
| San Lázaro | 9 060              |
| Yby Yaú    | 19 764             |

Dipartimento di Cordillera
| Distretto                  | Popolazione (2002) |
| -------------------------- | ------------------ |
| Arroyos y Esteros          | 19 001             |
| Altos                      | 11 496             |
| Atyrá                      | 13 310             |
| Caacupé                    | 42 127             |
| Caraguatay                 | 11 568             |
| Emboscada                  | 12 225             |
| Eusebio Ayala              | 17 968             |
| Itacurubí de la Cordillera | 9 859              |
| Isla Pucú                  | 6 643              |
| Juan de Mena               | 5 486              |
| Loma Grande                | 2 858              |
| Mbocayaty del Yhaguy       | 4 051              |
| Nueva Colombia             | 3 565              |
| Piribebuy                  | 19 594             |
| Primero de Marzo           | 6 019              |
| San Bernardino             | 9 491              |
| Santa Elena                | 5 703              |
| San José Obrero            | 4 014              |
| Tobatí                     | 23 295             |
| Valenzuela                 | 5 581              |

Dipartimento di Canindeyú
| Distretto                           | Popolazione (2002) |
| ----------------------------------- | ------------------ |
| Corpus Christi                      | 13 303             |
| Curuguaty                           | 57 387             |
| General Francisco Caballero Álvarez | 8 884              |
| Itanará                             | 2 076              |
| Katueté                             | 7 489              |
| La Paloma                           | 6 373              |
| Nueva Esperanza                     | 9 951              |
| Salto del Guairá                    | 11 298             |
| Villa Ygatimí                       | 17 483             |
| Ypejhú                              | 5 893              |

Dipartimento di Caazapá
| Distretto                | Popolazione (2002) |
| ------------------------ | ------------------ |
| Abaí                     | 26 175             |
| Buena Vista              | 5 340              |
| Caazapá                  | 22 372             |
| Doctor Moisés S. Bertoni | 4 616              |
| Fulgencio Yegros         | 5 958              |
| General Higinio Morínigo | 5 499              |
| Maciel                   | 3 957              |
| San Juan Nepomuceno      | 24 243             |
| Tavaí                    | 13 354             |
| Yuty                     | 28 003             |

Dipartimento di Guairá
| Distretto                    | Popolazione (2002) |
| ---------------------------- | ------------------ |
| Borja                        | 9 222              |
| Coronel Martínez             | 6 526              |
| Capitán Mauricio José Troche | 9 095              |
| Doctor Botrell               | 1 390              |
| Félix Pérez Cardozo          | 4 774              |
| General Eugenio A. Garay     | 6 824              |
| Iturbe                       | 9 393              |
| Independencia                | 22 351             |
| Itapé                        | 6 728              |
| José A. Fassardi             | 6 046              |
| Mbocayaty del Guairá         | 6 647              |
| Natalicio Talavera           | 3 417              |
| Ñumí                         | 3 346              |
| Paso Yobai                   | 20 575             |
| San Salvador                 | 3 207              |
| Villarrica                   | 55 200             |
| Yataity del Guairá           | 3 909              |

Dipartimento di Itapúa
| Distretto                  | Popolazione (2002) |
| -------------------------- | ------------------ |
| Alto Verá                  | 13 799             |
| Bella Vista                | 9 193              |
| Cambyretá                  | 27 808             |
| Coronel Bogado             | 17 065             |
| Carlos Antonio López       | 17 622             |
| Capitán Miranda            | 8 667              |
| Carmen del Paraná          | 6 165              |
| Capitán Meza               | 10 384             |
| Edelira                    | 22 287             |
| Encarnación                | 93 497             |
| Fram                       | 6 923              |
| General Artigas            | 11 042             |
| General Delgado            | 6 611              |
| Hohenau                    | 9 685              |
| Itapúa Poty                | 14 642             |
| Jesús                      | 5 560              |
| José Leandro Oviedo        | 4 353              |
| La Paz                     | 3 076              |
| Mayor Julio Dionisio Otaño | 12 157             |
| Nueva Alborada             | 6 533              |
| Natalio                    | 19 456             |
| Obligado                   | 11 441             |
| Pirapó                     | 6 754              |
| San Cosme y Damián         | 7 322              |
| San Juan del Paraná        | 7 091              |
| San Pedro del Paraná       | 28 598             |
| San Rafael del Paraná      | 20 434             |
| Tomás Romero Pereira       | 27 239             |
| Trinidad                   | 6 873              |
| Yatytay                    | 11 415             |

Dipartimento di Misiones
| Distretto         | Popolazione (2002) |
| ----------------- | ------------------ |
| Ayolas            | 15 219             |
| Santiago          | 6 751              |
| San Miguel        | 5 253              |
| San Ignacio       | 24 003             |
| San Juan Bautista | 16 563             |
| Santa María       | 7 385              |
| San Patricio      | 3 570              |
| Santa Rosa        | 17 612             |
| Villa Florida     | 2 576              |
| Yabebyry          | 2 851              |

Dipartimento di Ñeembucú
| Distretto                     | Popolazione (2002) |
| ----------------------------- | ------------------ |
| Alberdi                       | 7 283              |
| Cerrito                       | 4 647              |
| Desmochados                   | 1 613              |
| Guazú Cuá                     | 1 928              |
| General José Eduvigis Díaz    | 3 642              |
| Humaitá                       | 2 888              |
| Isla Umbú                     | 2 784              |
| Laureles                      | 3 241              |
| Mayor José de Jesús Martinez  | 3 904              |
| Pilar                         | 27 980             |
| Paso de Patria                | 1 708              |
| San Juan Bautista de Ñeembucú | 5 185              |
| Tacuaras                      | 3 280              |
| Villa Franca                  | 920                |
| Villalbín                     | 2 091              |
| Villa Oliva                   | 3 254              |

Dipartimento di Paraguarí
| Distretto                        | Popolazione (2002) |
| -------------------------------- | ------------------ |
| Acahay                           | 14 863             |
| Caapucú                          | 7 249              |
| Carapeguá                        | 30 758             |
| Escobar                          | 7 935              |
| General Bernardino Caballero     | 6 449              |
| La Colmena                       | 5 234              |
| Mbuyapey                         | 13 035             |
| Paraguarí                        | 22 154             |
| Pirayú                           | 15 003             |
| Quiindy                          | 18 431             |
| Quyquyhó                         | 6 865              |
| Sapucai                          | 6 010              |
| San Roque González de Santa Cruz | 10 641             |
| Tebicuarymí                      | 3 804              |
| Yaguarón                         | 25 984             |
| Ybycuí                           | 20 887             |
| Ybytymí                          | 6 630              |

Dipartimento Presidente Hayes
| Distretto       | Popolazione (2002) |
| --------------- | ------------------ |
| Benjamín Aceval | 13 309             |
| José Falcón     | 3 189              |
| Nanawa          | 4 830              |
| Puerto Pinasco  | 3 948              |
| Villa Hayes     | 57 217             |

Dipartimento di San Pedro
| Distretto                         | Popolazione (2002) |
| --------------------------------- | ------------------ |
| Antequera                         | 3 426              |
| Capiibary                         | 25 841             |
| Choré                             | 36 019             |
| General Elizardo Aquino           | 21 607             |
| General Francisco Isidoro Resquín | 22 350             |
| Guayaibí                          | 31 359             |
| Itacurubí del Rosario             | 11 083             |
| Lima                              | 10 390             |
| Nueva Germania                    | 4 202              |
| San Estanislao                    | 49 249             |
| San Pablo                         | 3 645              |
| Santa Rosa del Aguaray            | 20 473             |
| San Pedro de Ycuamandiyú          | 29 097             |
| Tacuatí                           | 11 301             |
| Unión                             | 5 406              |
| Veinticinco de Diciembre          | 9 147              |
| Villa del Rosario                 | 11 623             |
| Yataity del Norte                 | 12 480             |